# Aleksej Borisovitj Jerjomenko
Aleksej Borisovitj Jerjomenko (ryska: Алексей Борисович Ерёменко), född 17 januari 1964 i Novotjerkassk i Ryska SFSR, Sovjetunionen, är en ryskfödd före detta fotbollsspelare och numera tränare som varit finländsk medborgare sedan år 2003. Jerjomenko fungerade som tränare för FF Jaro mellan augusti 2009 och juni 2016, en klubb som han även representerade under stora delar av sin spelarkarriär (1991—1997, 2003—2005). Jerjomenko är far till de finländska landslagsspelarna Roman och Aleksej Aleksejevitj Jerjomenko.

## Spelarkarriär
Jerjomenko har under sin karriär representerat ett flertal klubbar i olika länder. Elitkarriären inleddes på 1980-talet i FC SKA Rostov-on-Don för att sedan fortsätta i Moskvaklubbarna Spartak, Torpedo och Dynamo. 1987 vann han det sovjetiska mästerskapet med Spartak och under det tidiga 1980-talet representerade han även Sovjetunionens juniorlandslag vid ett flertal tillfällen.
Sommaren 1990 flyttade Jerjomenko med sin familj till Jakobstad i Finland för att spela med FF Jaro i den finska ligan. Jerjomenko, som allmänt uppfattas som en av de bästa spelarna i Finland genom tiderna, förblev småstadsklubben Jaro trogen till och med säsongen 1997, när han tillfälligt lämnade Finland för att representera Tromsø IL i Norge.
Efter säsongen i TIL återvände Jerjomenko åter till Finland och HJK, där han under fem säsonger (1999—2003) vann såväl mästerskaps- (2002, 2003) som cuptitlar (2000, 2003). Elitkarriären avslutades med två säsonger i FF Jaro, som år 2002 lyckats återta sin plats i ligan efter att år 1998 (den första säsongen utan Jerjomenko i truppen) ha degraderats till Ettan.

## Tränarkarriär
Mellan åren 2006 och 2009 fungerade Jerjomenko som spelande tränare i Jakobstads BK, som höll till i Tvåan, den tredje serien i Finlands fotbollssystem. I augusti 2009 skrev Jerjomenko under ett treårigt tränarkontrakt med FF Jaro. Kontraktet skulle ursprungligen träda i kraft år 2010, men efter att Jaros dåvarande tränare Mika Laurikainen några veckor senare avskedades inledde Jerjomenko karriär som Jarotränare redan sensommaren 2009.